# Fotbalový útočník

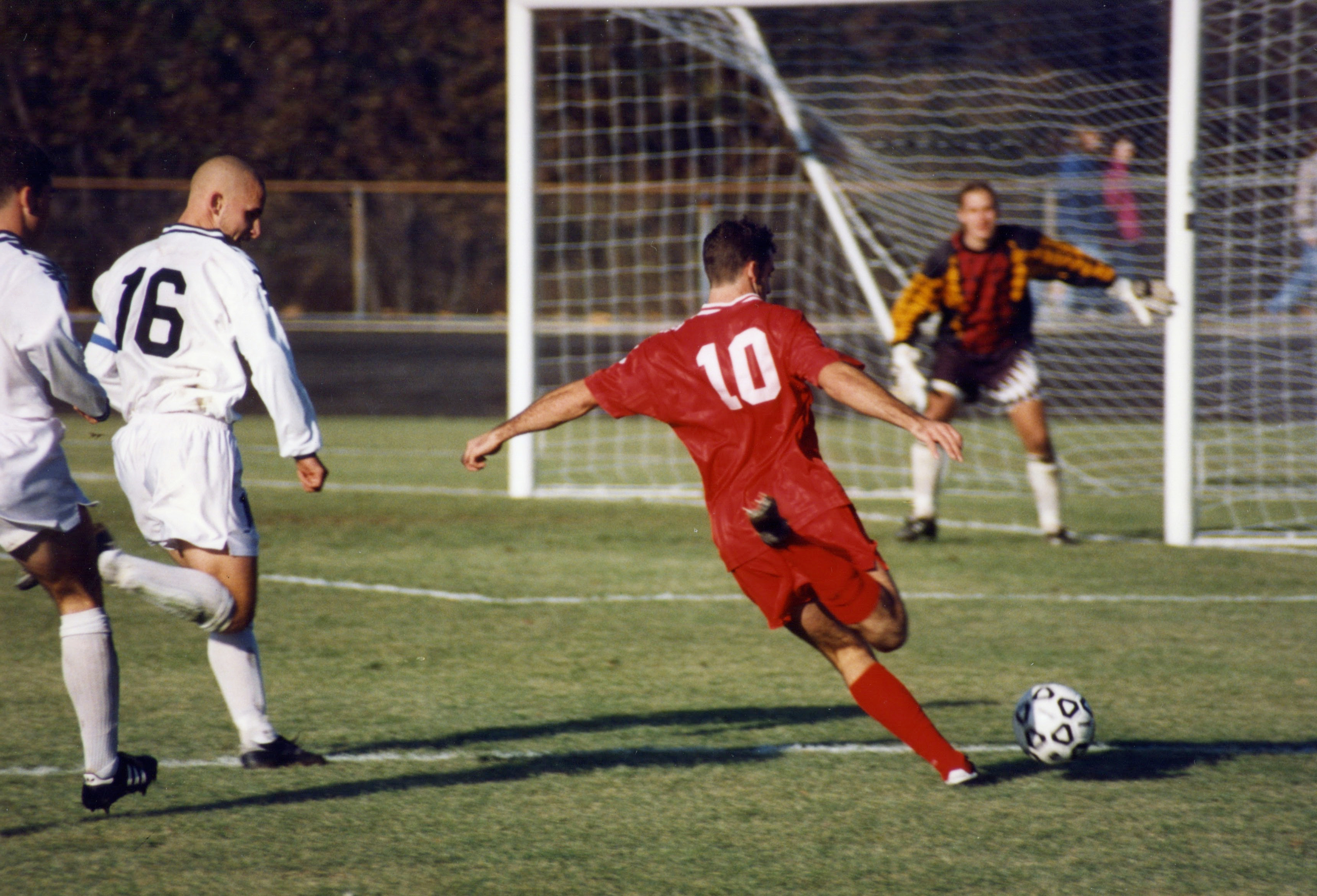
Útočník střílí na bránu.

Ve fotbalu je útočník ten hráč, který hraje nejblíže soupeřově brance. Útočník se snaží překonávat soupeřovu obranu, obelstít soupeřova brankáře a vstřelit gól. Jeden nebo dva útočníci se často nazývají souslovím útočný hrot (neboli hrot útoku), neboť při grafickém znázornění rozestavení hráčů na fotbalovém hřišti tvoří pomyslný hrot (špičku) celého rozestavení. Pokud hrají dva útočníci, většinou to bývají rozdílné typy – jeden z nich vyhrává souboje a přihrává na góly, druhý přesně zakončuje. Takovouto dvojicí byli svého času třeba Dennis Bergkamp a Thierry Henry v dresu Arsenalu.
Fotbalový útočník by měl být také dobrý hlavičkář, zejména kvůli zakončování herních situací a tzv. standardních situaci v okolí branky, jako jsou volné přímé kopy, rohové kopy apod. Také jsou častými exekutory pokutových kopů. Útočníci si rovněž musí hlídat obrannou linii soupeře, která se je snaží vystavit do tzv. ofsajdové pasti.
Většina dobrých útočníků se účastní obranné činnosti mužstva zejména při standardních situacích soupeřova týmu prováděných v okolí vlastní branky.